# Lichtenau im Mühlkreis
Lichtenau im Mühlkreis é um município da Áustria localizado no distrito de Rohrbach, no estado de Alta Áustria.